# Kikimora (mythologie)

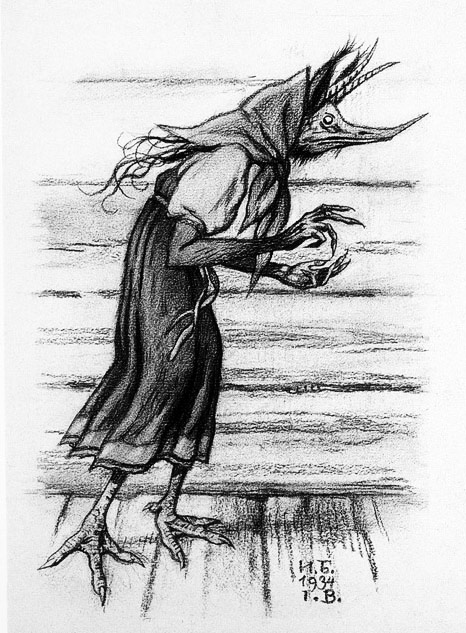
Kikimora

Kikimora (Russisch: кикимора, Sjisjimora, domania of domovicha) is een vrouwelijke huisgeest uit de Slavische mythologie, van wie soms wordt gezegd dat ze getrouwd is met de Domovoj. Kikimoras zouden de geesten van ongedoopte kinderen zijn. 
In sommige verhalen is Kikimora een heks met een hoofd zo klein als een vingerhoed en zo dun als stro. In andere verhalen is het een gewone vrouw als ze haar haren laat hangen (getrouwde Slavische vrouwen bedekken hun haar, jonge ongetrouwde vrouwen dragen hun haren in vlechten). Ze kunnen ook worden beschreven als een kleine vrouw met bochel, ze draagt vuile kleren. 
Kikimora kijkt of de kippen, het huishouden en de woning goed onderhouden worden. Zo niet, dan prikkelen, fluiten en zeuren ze bij de kinderen als het nacht is. Zij gaat in de nacht spinnen, er wordt gezegd dat een persoon die Kikimora spinnen ziet binnenkort sterven zal. Een boze Kikimora kan gesust worden door alle potten en pannen met varenachtige thee te wassen. Ze leven meestal achter het fornuis of in de kelder van het huis. Kikimora kan ook worden gevonden in een moeras of bos. 
De Kikimora is het onderwerp van een sprookje voor een orkest (door Anatoly Lyadov). Het verhaal vertelt dat ze opgroeit met een goochelaar of magiër in de bergen. Van zonsopgang tot zonsondergang vertelt de kat van de magiër Kikimora fantastische verhalen over de oudheid en afgelegen plekken, terwijl Kikimora in een wieg gemaakt van kristal of rotsen wordt geschommeld. Het kost haar zeven jaar om volwassenheid te bereiken, tegen die tijd is haar hoofd niet groter dan een vingerhoed en haar lichaam niet groter dan een onderdeel van stro. Kikimora spint vlas vanaf de schemering en de dageraad, met kwade bedoelingen voor de wereld. 
Kikimora zou afstammen van Mokosj, een Slavische godin.